# Handbügelsäge

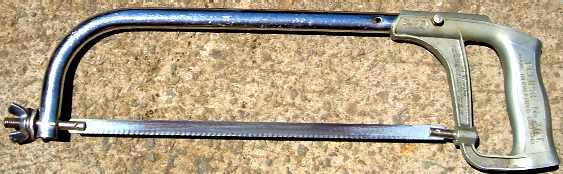
Eine Handbügelsäge

Die Handbügelsäge ist eine Bügelsäge. Mit ihr werden Werkstoffe spanend getrennt sowie Schlitze und Einschnitte in Werkstücken hergestellt. Sie wird meist bei der Metallbearbeitung an der Werkbank und bei Montagearbeiten verwendet, wenn der Einsatz von Sägemaschinen zu aufwendig oder nicht möglich ist.
Die Handbügelsäge für Metall besteht aus dem Sägebogen und dem Sägeblatt.

## Teile des Sägebogens

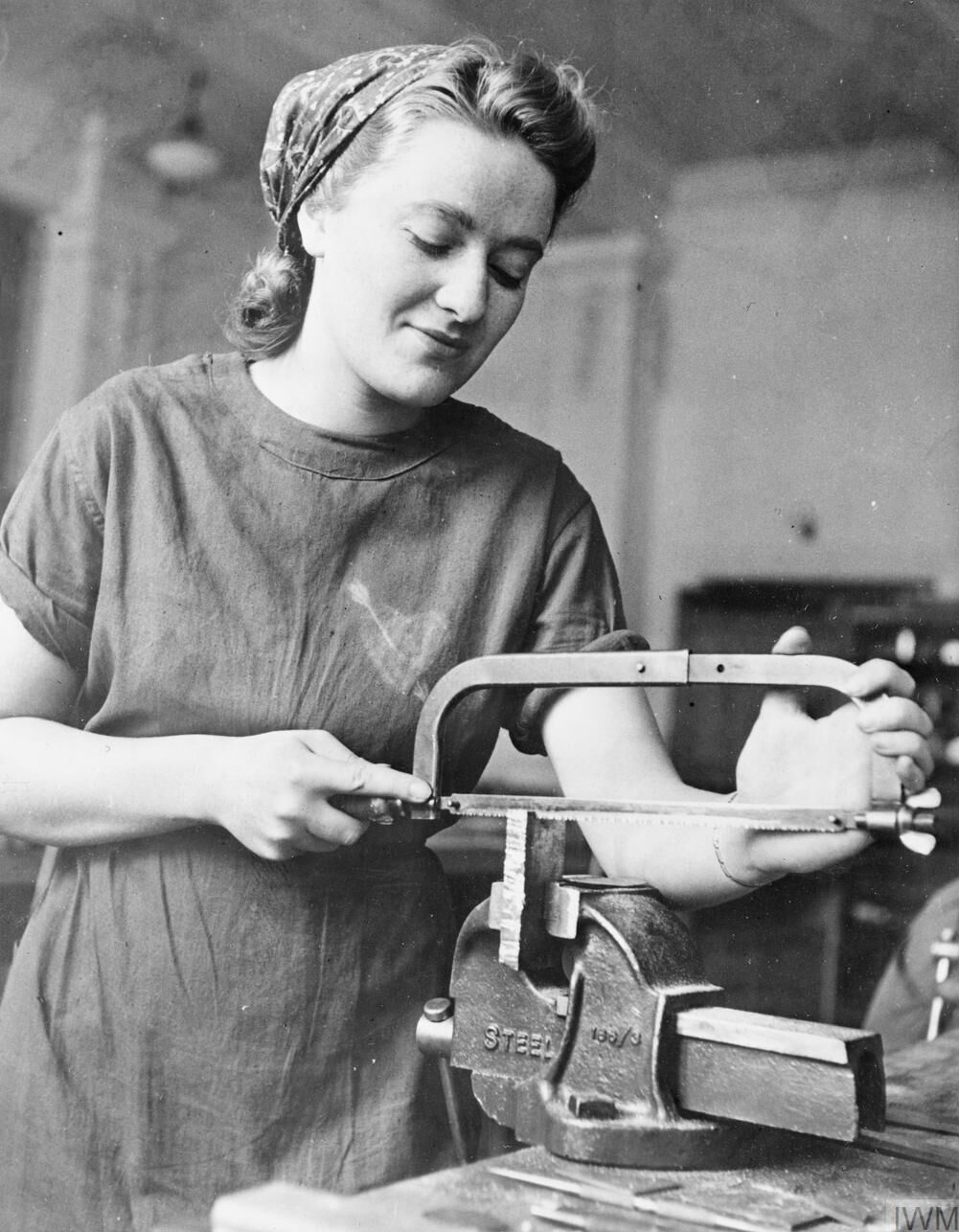
Eine Frau sägt einen Metallblock im Schraubstock mit Handbügelsäge.

Am festen Sägebogen werden folgende Teile unterschieden:
- Bogen
- Spannhebel
- Spannmutter
- Führungsstück für Spannkloben
- Spannkloben mit Kreuzschlitz und Haltestift
- Heftkloben mit Kreuzschlitz und Haltestift
- Heft

Durch den Spann- und den Griffkloben lässt sich das Sägeblatt spannen und wechseln.
Das Sägeblatt muss so eingespannt werden, dass die Zähne in Vorschubrichtung (nach vorne) zeigen.

## Sägeblätter
Damit das Sägeblatt sich nicht im Werkstoff festklemmt, ist es so gestaltet, dass der erzeugte Sägeschlitz breiter ist als das Sägeblatt; das Sägeblatt schneidet sich so selbst frei und klemmt nicht im Material, dies bezeichnet man als Freischnitt. Dafür gibt es drei verschiedene Arten von Sägeblättern:
Gewelltes Sägeblatt: Die Sägezähne verlaufen in leichten Kurven (Wellen).
Gestauchtes Sägeblatt: Die Sägezähne sind an den Spitzen etwas breiter.
Geschränktes Sägeblatt: Die Sägezähne sind abwechselnd nach links und rechts gebogen.

## Winkel an den Sägezähnen

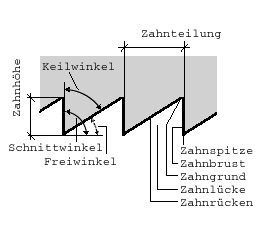
Bezeichnungen am Sägeblatt

Die Winkel heißen α (Alpha, Freiwinkel), β (Beta, Keilwinkel) und γ (Gamma, Spanwinkel – er beeinflusst die Spanbildung). Meist sind alle drei Winkel positiv (d. h. α + β + γ < 90°); bei über 90° spricht man von einem negativen Spanwinkel.
Je nach Beschaffenheit des Werkstoffs sollte das Sägeblatt ausgewählt werden:
Beim Sägen harter Werkstoffe dringen die Zähne schlecht ins Material ein; wenige und kleine Späne entstehen. Aus diesem Grund verwendet man Sägeblätter mit einer kleinen Zahnteilung, also vielen Zähnen pro Längeneinheit (angegeben als Zähne pro Zoll; 1 Zoll = 25,4 mm).
Beim Sägen weicher Werkstoffe dringen die Zähne leicht ins Material ein; viele und große Späne entstehen. Damit die Säge gut in das weiche Material eindringen kann, wird ein großer Spanraum (Raum zwischen den Zähnen) benötigt. Aus diesem Grund verwendet man Sägeblätter mit einer großen Zahnteilung, also wenigen Zähnen je Längeneinheit.
Werden weiche Werkstoffe wie Kunststoff gesägt, benutzt man Sägeblätter mit wenigen Zähnen und einem kleinen Keilwinkel. Dies dient der besseren Spanabfuhr, da bei weichen Werkstoffen schneller große Späne anfallen.
Harte Werkstoffe werden dagegen mit einem Sägeblatt mit großem Keilwinkel gesägt. Dieser lässt das Werkzeug stärkere Belastungen aushalten.